# Phora kitadakensis
Phora kitadakensis är en tvåvingeart som beskrevs av Goto 1985. Phora kitadakensis ingår i släktet Phora och familjen puckelflugor. Inga underarter finns listade i Catalogue of Life.